# Betto Tesei
Benedetto Tesei detto Betto (Jesi, 20 giugno 1898 – Jesi, 22 maggio 1953) è stato un pittore italiano contemporaneo.

## Biografia
Formatosi all'Istituto d'arte di Urbino, nel 1918 si trasferì a Roma dove frequentò l'Accademia del nudo artistico ed aprì un suo studio. Nella capitale si diplomò in xilografia.
L'attività artistica di Tesei comprendeva disegni, dipinti e incisioni, passando dalla natura morta, ai paesaggi, al ritratto e alla pittura sacra. Partecipò a mostre collettive in Ancona, Pesaro, Roma, Fiume ed altre località. Numerose sue opere oggi si trovano presso musei e collezioni private d'Italia, Svizzera, Svezia, Norvegia, Spagna e Stati Uniti.
Passò i suoi i suoi ultimi anni di vita nella sua città natale in totale solitudine.
Tra le sue opere più note si ricordano La natura morta e L'estasi di San Francesco, quest'ultimo ispirato al San Francesco in estasi del Caravaggio (1595).